# اف پی شفر
 اف پی شفر (انگلیسی: F. P. Schäfer؛ زاده ۱۵ ژانویهٔ ۱۹۳۱ درگذشته ۲۵ آوریل ۲۰۱۱) یک فیزیک‌دان اهل آلمان بود.